# Симс (Северна Каролина)
Симс (енгл. Sims) град је у америчкој савезној држави Северна Каролина.

## Демографија
По попису из 2010. године број становника је 282, што је 154 (120,3%) становника више него 2000. године.
| Група             | 2000.      | 2010.       |
| Белци             | 96 (75,0%) | 201 (71,3%) |
| Афроамериканци    | 29 (22,7%) | 46 (16,3%)  |
| Азијати           | 0 (0,0%)   | 1 (0,4%)    |
| Хиспаноамериканци | 3 (2,3%)   | 25 (8,9%)   |
| Укупно            | 128        | 282         |